# 598 TCN
598 TCN là một năm trong lịch La Mã.